# Toxicity
Toxicity is het tweede studioalbum van de Amerikaanse metalband System of a Down. Het album is geproduceerd door Rick Rubin, en uitgebracht op 4 september 2001. Het album kwam op nummer 1 binnen in zowel de Amerikaanse als de Canadese charts. Het album is meer dan 6.5 miljoen keer verkocht en is hiermee Multi-Platinum in de VS. Toxicity is het enige album van System of a Down waarin geen grof taalgebruik voorkomt.

## Prijzen
Toxicity kreeg verschillende prijzen en kwam in vele jaarlijsten terecht, SPIN Magazine had het album zelfs uitgeroepen tot album van het jaar 2001. De van het album afkomstige single Chop Suey! werd genomineerd voor een Grammy Award.

## Cover
Op de cover van Toxicity staat een berg met daarop heel grote letters, er staat 'SYSTEM OF A DOWN' te lezen. Deze afbeelding is afgeleid van het Hollywood Sign.

## Tracklist
Alle nummers zijn geschreven door Serj Tankian en Daron Malakian, aan sommige nummers heeft ook bassist Shavo Odadjian meegeschreven, bijzonderheden staan vermeld.
1. "Prison song" – 3:21
2. "Needles" – 3:13
3. "Deer dance" – 2:55
4. "Jet pilot" (geschreven door: Tankian, Odadjian & Malakian) – 2:06
5. "X" – 1:58
6. "Chop Suey!" – 3:32
7. "Bounce" (geschreven door: Tankian, Odadjian & Malakian) – 1:54
8. "Forest" – 4:00
9. "ATWA" – 2:56
10. "Science" – 2:43
11. "Shimmy" (geschreven door: Serj Tankian) – 1:51
12. "Toxicity" (geschreven door: Tankian, Odadjian & Malakian) – 3:39
13. "Psycho" – 3:45
14. "Aerials" – 6:11
  - bevat de verborgen track "Arto" (geschreven door: Serj Tankian en de Armeens/Turkse muzikant Arto Tunçboyacıyan)

## Credits
- Daron Malakian - gitaar, zang, Producer,
- Serj Tankian - keyboards, zang, co-producer,
- Shavo Odadjian - bas,
- John Dolmayan - drums,
- Rick Rubin - Producer, (speelde ook Piano)
- Andy Wallace - Mixing,
- Arto Tunçboyacıyan - zang op "Science" en "Arto"